# Philip Gröning
Philip Gröning (* 7. April 1959 in Düsseldorf) ist ein deutscher Regisseur und Dokumentarfilmer.

## Leben
Nach dem Abitur am Görres-Gymnasium (Düsseldorf) war Gröning ab 1978 im technischen Bereich von Film- und TV-Produktionen tätig. Von 1979 bis 1981 studierte er Psychologie und Medizin und arbeitete als Regieassistent für Peter Keglevic. 1982 begann er an der HFF München ein Filmstudium, das er 1984 beendete. Im selben Jahr entstand seine Idee für den Film Die große Stille, der 2005 erschien. 1983 erschien sein erster Kurzfilm Der Trockenschwimmer. Sein Spielfilmdebüt gab Gröning 1986 mit dem Film Sommer, für welchen er in Amsterdam den Kodak Award erhielt. 1990 wurde er mit dem Förderpreis des Landes Nordrhein-Westfalen ausgezeichnet. Mit der Groteske Die Terroristen! machte Gröning 1992 Schlagzeilen, weil Bundeskanzler Helmut Kohl, dessen Ermordung die drei Protagonisten planen, die Ausstrahlung des Films verhindern wollte. In Locarno wurde der Film mit dem Bronzenen Leoparden ausgezeichnet. Im Jahr 2000 erschien L’amour, l’argent, l’amour, ein im Stil der Experimentalfilme der 70er-Jahre gefilmtes Roadmovie um eine Prostituierte und einen Hilfsarbeiter. Für diesen Film erhielt er den Hessischen Filmpreis als Bester Regisseur; Hauptdarstellerin Sabine Timoteo wurde als Beste Schauspielerin mit dem Schweizer Filmpreis und dem Bronzenen Leoparden in Locarno ausgezeichnet, Hauptdarsteller Florian Stetter erhielt den Max Ophüls Preis als bester Darsteller. 
Sein Film Die große Stille aus dem Jahr 2005 wurde mit dem Bayerischen Filmpreis, dem Spezialpreis der Jury in Sundance und 2006 als Bester Dokumentarfilm mit dem Europäischen Filmpreis ausgezeichnet und war außerdem für den Deutschen Filmpreis 2006 nominiert. 2013 wurde sein Drama Die Frau des Polizisten als einziger deutscher Beitrag im Wettbewerb der Internationalen Filmfestspiele von Venedig uraufgeführt und mit dem Spezialpreis der Jury ausgezeichnet. Gröning war Jury-Präsident der Reihe „Orrizonti“ beim Internationalen Filmfestspiele von Venedig 2006, Mitglied der internationalen Jury beim Filmfest München im Jahr 2009, Mitglied der internationalen Wettbewerbsjury beim Internationalen Filmfestival in Venedig 2014, sowie beim Message to man Festival in St Petersburg. 2018 erhielt er für seinen Spielfilm Mein Bruder heißt Robert und ist ein Idiot eine Einladung in den Wettbewerb der 68. Berlinale.
Gröning unterrichtet seit 2001 an der Filmakademie Baden-Württemberg und ist Professor an der Internationalen Filmschule Köln. An der Akademie der Bildenden Künste München hatte Gröning die Gastprofessur für freie Kunst im Wintersemester 2018/2019 und Sommersemester 2019 inne. Die Ausstellung der Projektklasse Gröning über Artificial Intelligence Ein paar Tage nach der Welt war im Februar 2019 zu sehen, Nackte Singularitäten im Mai 2019.

## Filmografie (Auswahl)
- 1986: Sommer
- 1988: Stachoviak!
- 1992: Die Terroristen!
- 1993: Opfer. Zeugen (Episode aus Neues Deutschland)
- 2000: L’amour, l’argent, l’amour
- 2005: Die große Stille
- 2013: Die Frau des Polizisten
- 2018: Mein Bruder heißt Robert und ist ein Idiot

## Auszeichnungen (Auswahl)
- 1987: Kodak Award Amsterdam für Sommer[7]
- 1990: Förderpreis des Landes Nordrhein-Westfalen
- 1992: Bronzener Leopard des Internationalen Filmfestivals von Locarno für Die Terroristen[8]
- 2000: Beste Regie beim Hessischen Filmpreis L'amour, l'argent, l'amour[9]
- 2000: Bronzener Leopard des Internationalen Filmfestivals von Locarno für Sabine Timoteo für L'amour, l'argent, l'amour[9]
- 2000: Bester Hauptdarsteller beim Max Ophüls Preis für Florian Stetter für L'amour, l'argent, l'amour[9]
- 2005: Bayerischer Filmpreis für Die große Stille[10]
- 2005: Preis der deutschen Filmkritik für Die große Stille[10]
- 2005: Deutscher Kamerapreis für Die große Stille[10]
- 2006: Spezialpreis der Jury beim Sundance Film Festival für Die große Stille[10]
- 2006: Europäischer Filmpreis für Die große Stille[10]
- 2006: Special Mention of the Jury beim Festival Internacional de Cine Contemporáneo de la Ciudad de Mexico für Die große Stille[11]
- 2006: International Jury Prize "It’s all true" Documentary Film Festival für Die große Stille[11]
- 2006: Preis des italienischen Filmkritikerverbandes SNGCI – Bester Europäischer Film für Die große Stille[11]
- 2006: Bester ausländischer Film beim Flaiano International Film Festival 2006 für Die große Stille[11]
- 2013: Spezialpreis der Jury bei den Internationalen Filmfestspielen von Venedig für Die Frau des Polizisten[12]
- 2013: Seville European Film Festival Beste Schauspielerin für Die Frau des Polizisten.[13]

- 2014: Vilnius International Film Festival Beste Schauspielerin für Die Frau des Polizisten.[13]
- 2016: Praxisstipendiat in der Deutschen Akademie Rom Villa Massimo[14]

- 2018: Sitges Film Festival Beste Regie für Mein Bruder heißt Robert und ist ein Idiot.[15]

- 2018: Gent Explore Zone Auszeichnung für Mein Bruder heißt Robert und ist ein Idiot.[16]